# Dasylobus fuscus
Dasylobus fuscus is een hooiwagen uit de familie echte hooiwagens (Phalangiidae).